# Cantone di Osa
Il cantone di Osa è un cantone della Costa Rica facente parte della provincia di Puntarenas.

## Geografia antropica

### Suddivisioni amministrative
Il cantone  è suddiviso in 5 distretti:
- Bahía Ballena
- Palmar
- Piedras Blancas
- Puerto Cortés
- Sierpe